# Dune (filmska glasba)
Dune je album z glasbo iz filma Dune. Večino skladb so napisali člani skupine Toto, eno skladbo pa je prispeval Brian Eno. Album je prvič izšel novembra 1984, podaljšana verzija pa je izšla leta 1997.
Album je posnela skupina Toto, skupaj z Orkestrom dunajskih simfonikov in Zborom dunajske ljudske opere, katerima je dirigiral Marty Paich, sicer oče Davida Paicha.

## Seznam skladb
| Prva izdaja (Polydor) | Prva izdaja (Polydor)              | Prva izdaja (Polydor)                     | Prva izdaja (Polydor) |
| Št.                   | Naslov                             | Pisec                                     | Dolžina               |
| --------------------- | ---------------------------------- | ----------------------------------------- | --------------------- |
| 1.                    | „Prologue‟                         | David Paich, David Lynch                  | 1:48                  |
| 2.                    | „Main Title‟                       | D. Paich                                  | 1:20                  |
| 3.                    | „Robot Fight‟                      | Jeff Porcaro, Mike Porcaro, Steve Porcaro | 1:14                  |
| 4.                    | „Leto's Theme‟                     | D. Paich                                  | 1:45                  |
| 5.                    | „The Box‟                          | D. Paich, Marty Paich                     | 2:38                  |
| 6.                    | „The Floating Fat Man (The Baron)‟ | D. Paich, J. Porcaro                      | 1:26                  |
| 7.                    | „Trip to Arrakis‟                  | D. Paich                                  | 2:36                  |
| 8.                    | „First Attack‟                     | D. Paich, J. Porcaro, Steve Lukather      | 2:48                  |
| 9.                    | „Prophecy Theme‟                   | Brian Eno, Daniel Lanois, Roger Eno       | 4:21                  |
| 10.                   | „Dune (Desert Theme)‟              | D. Paich, J. Porcaro, S. Porcaro          | 5:32                  |
| 11.                   | „Paul Meets Chani‟                 | D. Paich                                  | 3:05                  |
| 12.                   | „Prelude (Take My Hand)‟           | D. Paich, J. Porcaro                      | 1:00                  |
| 13.                   | „Paul Takes the Water of Life‟     | D. Paich, J. Porcaro, S. Lukather         | 2:52                  |
| 14.                   | „Big Battle‟                       | D. Paich, J. Porcaro                      | 3:08                  |
| 15.                   | „Paul Kills Feyd‟                  | D. Paich, J. Porcaro, S. Porcaro          | 1:52                  |
| 16.                   | „Final Dream‟                      | D. Paich                                  | 1:25                  |
| 17.                   | „Take My Hand‟                     | D. Paich, J. Porcaro                      | 2:38                  |

| Ponovna izdaja (PEG) | Ponovna izdaja (PEG)               | Ponovna izdaja (PEG) |
| Št.                  | Naslov                             | Dolžina              |
| -------------------- | ---------------------------------- | -------------------- |
| 1.                   | „Prologue / Main Title‟            | 3:20                 |
| 2.                   | „Guild Report‟                     | 0:55                 |
| 3.                   | „House Atreides‟                   | 1:44                 |
| 4.                   | „Paul Atreides‟                    | 2:22                 |
| 5.                   | „Robot Fight‟                      | 1:23                 |
| 6.                   | „Leto's Theme‟                     | 1:47                 |
| 7.                   | „The Box‟                          | 2:41                 |
| 8.                   | „The Floating Fat Man (The Baron)‟ | 1:16                 |
| 9.                   | „Departure‟                        | 1:14                 |
| 10.                  | „The Trip to Arrakis‟              | 2:40                 |
| 11.                  | „Sandworm Attack‟                  | 2:52                 |
| 12.                  | „The Betrayal / Shields Down‟      | 4:31                 |
| 13.                  | „First Attack‟                     | 2:49                 |
| 14.                  | „The Duke's Death‟                 | 2:06                 |
| 15.                  | „Sandworm Chase‟                   | 2:40                 |
| 16.                  | „The Fremen‟                       | 3:08                 |
| 17.                  | „Secrets of the Fremen‟            | 2:25                 |
| 18.                  | „Paul Meets Chani‟                 | 3:08                 |
| 19.                  | „Destiny‟                          | 2:57                 |
| 20.                  | „Riding the Sandworm‟              | 1:27                 |
| 21.                  | „Reunion With Gurney‟              | 1:42                 |
| 22.                  | „Prelude (Take My Hand)‟           | 1:03                 |
| 23.                  | „Paul Takes the Water of Life‟     | 2:52                 |
| 24.                  | „The Sleeper Has Awakened!‟        | 3:23                 |
| 25.                  | „Big Battle‟                       | 3:09                 |
| 26.                  | „Paul Kills Feyd‟                  | 1:55                 |
| 27.                  | „Final Dream‟                      | 1:26                 |
| 28.                  | „Dune (Desert Theme)‟              | 5:33                 |
| 29.                  | „Dune Main Title - Demo Version‟   | 1:26                 |
| 30.                  | „Take My Hand‟                     | 2:42                 |

## Zasedba
- Fergie Frederiksen – vokal
- Bobby Kimball – vokal
- Steve Lukather – kitare, vokal
- David Paich – klaviature, vokal
- Steve Porcaro – klaviature, vokal
- Mike Porcaro – bas kitara, čelo
- Jeff Porcaro – bobni, tolkala
- Dunajski simfonični orkester